# Charles S. Sperry (Schiff)
Die USS Charles S. Sperry (DD-697) war ein Zerstörer der Allen-M.-Sumner-Klasse. Sie wurde nach Konteradmiral Charles Stillman Sperry benannt.
Sie wurde am 19. Oktober 1943 bei der Federal Shipbuilding and Drydock Company in Kearny, New Jersey auf Kiel gelegt. Der Stapellauf erfolgte am 17. März 1944, Taufpatin war Miss M. Sperry. Die Indienststellung erfolgte am 17. Mai 1944 unter dem Kommando von Commander H. H. McIlhenny, anschließend wurde das Schiff der US-Pazifikflotte zugeteilt.
Nach Trainingsfahrten in der Nähe Hawaiis erreichte sie am 28. Dezember 1944 Ulithi und wurde Teil der Fast Carrier Task Force, die je nach Unterstellung unter die 3. oder die 5. Flotte abwechselnd die Bezeichnung TF 38 oder TF 58 trug. Vom 30. Dezember bis zum 26. Januar 1945 nahm sie als Teil dieser Task Force an Einsätzen gegen japanische Basen auf Formosa und Luzon als Vorbereitung der Landung im Golf von Lingayen teil, anschließend wurden Luftangriffe gegen Ziele in Indochina, an der Südchinesischen Küste und auf Okinawa geführt.
Am 10. Februar 1945 erfolgte ein ähnlicher Einsatz zur Vorbereitung der Landung auf Iwo Jima. Ein kühner Angriff wurde am 16. und 17. Februar auf Tokio durchgeführt, der erste seit dem Doolittle Raid 1942. Während der Landung auf Iwo Jima leistete sie Feuerunterstützung, außerdem war sie an der Abwehr der Fliegerangriffe am 19. und 20. Februar beteiligt.

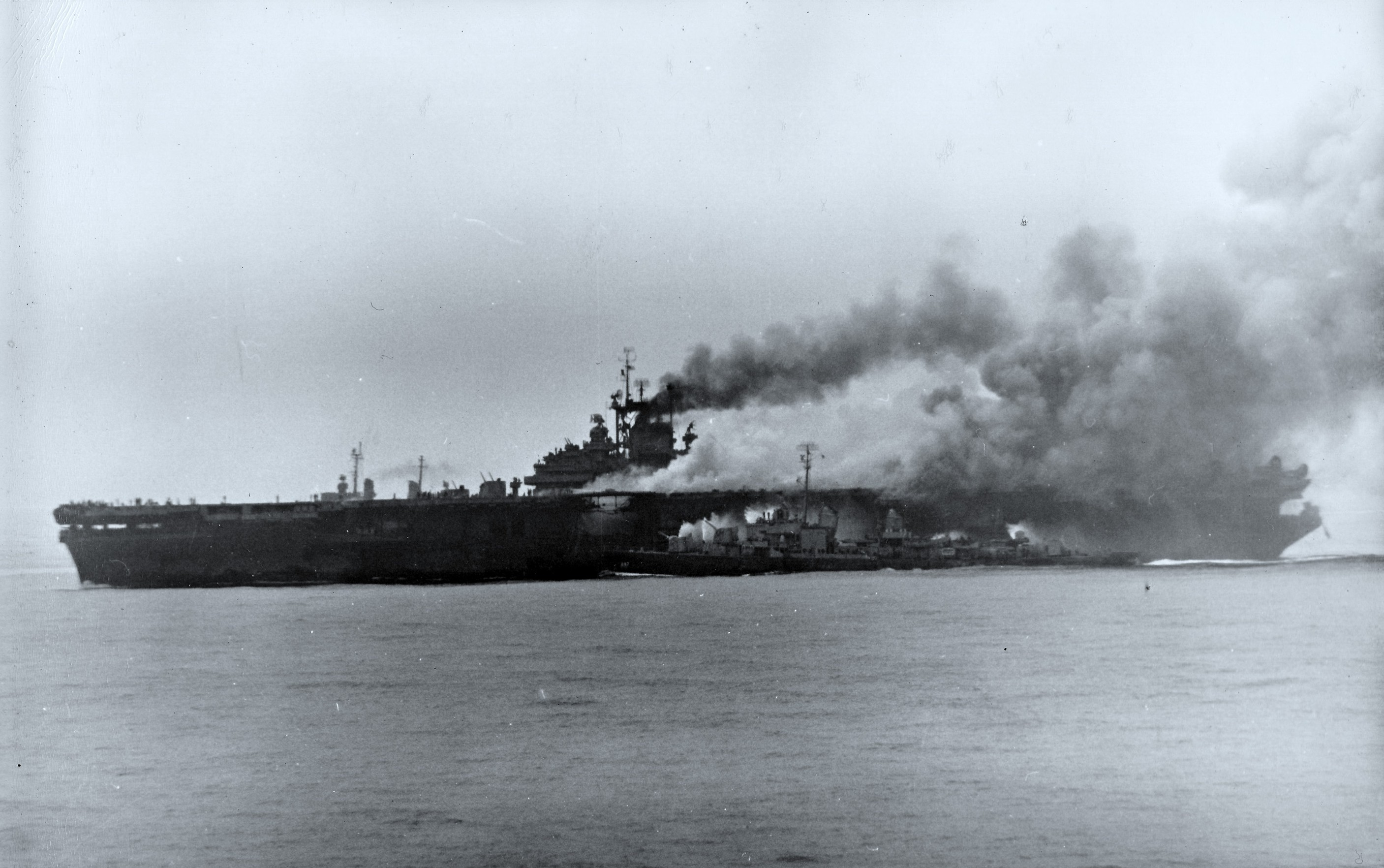
Die Charles S. Sperry liegt neben der Bunker Hill und unterstützt die Löscharbeiten

Während der Landung auf Okinawa war sie wieder zur Feuerunterstützung und zur Fliegerabwehr eingesetzt. Nachdem die Träger Hancock und Bunker Hill von Kamikaze-Fliegern getroffen worden waren, unterstützte sie die Träger bei Rettungs- und Reparaturarbeiten. Am 18. August erreichte sie zusammen mit der Kampfgruppe die Bucht von Tokyo, wo am 2. September die japanische Kapitulation unterzeichnet wurde.
Im Koreakrieg wurde sie zur Feuerunterstützung eingesetzt. Während eines Einsatzes wurde sie am 23. Dezember 1950 von drei Geschossen einer Küstenbatterie getroffen, die jedoch nur geringen Schäden verursachten. Der Einsatz vor der koreanischen Küste dauerte bis zum 6. Juni 1951. Am 2. Juli 1951 erreichte sie Norfolk und wurde der Destroyer Force Atlantic zugeteilt. Mit der 6. Flotte war sie 1953, 1955, 1956, 1958 und 1958 im Mittelmeer eingesetzt. Während der Sueskrise begleitete sie Evakuierungstransporte mit US-amerikanischen Staatsbürgern.
Im Juni 1960 wurde die FRAM-Kampfwertsteigerung abgeschlossen. Die Außerdienststellung erfolgte am 15. Dezember 1973, die Streichung aus dem Naval Vessel Register am selben Tag.
Nach ihrem Verkauf an die chilenische Marine am 8. Januar 1974 erhielt sie den Namen Ministro Zenteno. 1990 wurde sie abgewrackt und verschrottet.